# Coq
Coq (фр. coq — півень) — інтерактивний програмний засіб доведення теорем, використовує власну мову функційного програмування (Gallina) з залежними типами. Дозволяє записувати математичні теореми і їхні доведення, починаючи з цілі (гіпотези, яку потрібно довести). Coq може автоматично знаходити доведення в деяких обмежених теоріях за допомогою тактик. Coq використовується для верифікації програм.

## Історія розробки
Coq розроблений у Франції в рамках проекту TypiCal (раніше — LogiCal), спільно керується INRIA [Архівовано 26 лютого 2009 у Wayback Machine.], Політехнічною школою, Університетом Париж-Південь XI і Національним центром наукових досліджень, раніше була виділена група і в Вищій школі Ліона.
Теоретичною базою Coq є числення конструкцій; а назва — це абревіатура (CoC, англ. calculus of constructions) і скорочення прізвища творця обчислення — Тьєррі Кокана.
У 2013 році асоціація обчислювальної техніки нагородила Тьєррі Кокана, Жерар П'єр Хуета, Крістін Пауліна-Морінга, Бруно Барраса та інших премією ACM Software System Award за Coq.

## Особливості програмного забезпечення
Coq дозволяє:
- маніпулювати твердженнями обчислення
- механічно перевіряти докази цих тверджень
- сприяти пошуку формальних доведень
- синтезувати сертифіковані програми на основі конструктивного підтвердження їх специфікацій

Нещодавно[коли?] Coq удосконалили все більшими можливостями автоматизації. До них належить тактика Омега, яка визначає арифметику Пресбургера.
Це безкоштовне програмне забезпечення, яке розповсюджується на умовах ліцензії GNU LGPL.

## Використання
Серед великих успіхів Coq можна відзначити:[джерело?]
- Проблема чотирьох фарб: була повністю механізована, демонстрація була завершена в 2005 році Жоржем Гонтьє та Бенджаміном Вернером
- Система неперетинних множин: доказ коректності у Coq був опублікований у 2007 році.
- Теорема Фейта-Томпсона: доказ теореми був завершений Жоржем Гонтьє та його командою у вересні 2012 року
- CompCert: компілятор, оптимізований для мови програмування C, який значною мірою запрограмований та перевірений у Coq

### Проблема чотирьох фарб та розширення Ssreflect
Жорж Гонтье (з Microsoft Research, в Кембриджі , Англія) і Бенджамін Вернер (з INRIA) використовуючи Coq довели теорему про Проблему чотирьох фарб.
На основі цієї роботи було розроблено значне розширення Coq під назвою Ssreflect (що означає «відображення в малих масштабах»).  Більшість нових функцій, доданих в Ssreflect, є загальноприйнятими функціями, корисними не просто для стилю обчислювального відображення доведення. До них належать:
- Додаткові зручні позначення для неспростовного та спростовуваного узгодження шаблону на індуктивних типах з одним або двома конструкторами
- Неявні аргументи для функцій, застосованих до нульових аргументів — що корисно при програмуванні з функціями вищого порядку
- Стислі анонімні аргументи
- Вдосконалена setтактика з більш потужним узгодженням
- Підтримка роздумів

Ssreflect 1.4 є у вільному доступі з подвійною ліцензією за ліцензією CeCILL-B або CeCILL-2.0 з відкритим кодом та сумісний з Coq 8.4.

### Інше
До користувачів системи Coq належав Володимир Воєводський, лауреат медалі Філдса.

## Інструменти
- Мова реалізації — OCaml і С
- Ліцензія — GNU Lesser General Public Licence Version 2.1
- Середовища розробки:
  - Компілятор coqc і інструменти для роботи з проектами, що складаються з безлічі файлів
  - coqtop — консольна інтерактивне середовище
  - Середовища розробки з графічним інтерфейсом користувача :
    - CoqIDE
    - Eclipse Proof General
    - Режим для Emacs

- coqdoc — генератор документації до бібліотек, вихід в LaTeX і HTML
- Експорт доказів в XML для проектів HELM1 і MoWGLI
- Конструктивна математика відома тим, що з доказів існування величини можна екстрагувати алгоритм отримання цієї величини. Coq може експортувати алгоритми в мови ML і Haskell . Значення, які мають тип, що належить до сорту Prop, не екстрагуються; зазвичай ці значення є доведенням.
- Coq можна розширювати, не погіршуючи надійності. Коректність перевірки доказів залежить від proof-checker, який є невеликою частиною від усього проекту. Він перевіряє докази, згенеровані тактиками, тому некоректна тактика не призводить до прийняття доведення з помилкою. Таким чином, Coq слідує принципу де Брейна .

## Особливості мови
- Користувач може вводити власні аксіоми
- Заснований на предикативному обчисленні (до) індуктивних конструкцій, що означає:
  - Всі можливості числення конструкцій:
  - Кумулятивна ієрархія універсумів, що складається з Prop, Set і множини Type, індексованої натуральними числами
  - Prop імпредикативний, Set і Type предикативні
  - Індуктивні або алгебричні типи даних
  - Коіндуктивні типи даних
  - Можливо задати тільки частково рекурсивні функції, тобто такі функції, обчислення яких зупиняється, тобто не зациклюється. У Coq можна записати функцію Аккермана. Зупинка рекурсії по індуктивним типам даних (таким, як натуральні числа і списки) гарантується синтаксичною перевіркою визначення функції, так званою «guarded by destructors». Зупинка функцій, які використовують зіставлення зі зразком коіндуктивних типів, гарантується умовою «guarded by contructors».
  - Неявне приведення типів, або спадкування

- Автоматичне виведення типів

- Виведення значень аргументів з типів
- Тактики можна писати на:
  - Мові програмування ML[4]
  - Спеціальній мові для тактик Ltac [5]
  - Coq, використовуючи тактику quote
- Має великий набір примітивних тактик (наприклад, intro, elim) і менший набір розвинених тактик для специфічних теорій (наприклад, field для поля, omega для арифметики Пресбургер)
- Тактики групи setoid для імітації фактор-множин: задається відношення еквівалентності; функції, що зберігають це відношення; далі можна підставляти в термах еквівалентні (за вищезазначеною відношенню) значення
- Інтегровані класи типів (в стилі Haskell, починаючи з версії 8.2)
- Program і Russel для створення верифікованих програм з не верифікованих[6]